# Indigofera maymyoensis
Indigofera maymyoensis är en ärtväxtart som beskrevs av Munivenkatappa Sanjappa. Indigofera maymyoensis ingår i släktet indigosläktet, och familjen ärtväxter. Inga underarter finns listade i Catalogue of Life.